# What Should Not Be Unearthed
What Should Not Be Unearthed osmi je studijski album američkog death metal-sastava Nile. Diskografska kuća Nuclear Blast Records objavila ga je 28. kolovoza 2015. godine. Posljednji je album koji je skupina snimila s gitaristom Dallasom Toler-Wadeom; napustio ju je 2017. godine.
Dana 7. srpnja 2015. objavljen je popis pjesama s albuma, a naknadno su objavljena i dvije pjesme, popraćene videozapisima s tekstovima pjesama.

## Popis pjesama
Tekstovi: Karl Sanders. 
| 1.    | »Call to Destruction«                         | Sanders, George Kollias             | 5:45 |
| 2.    | »Negating the Abominable Coils of Apep«       | Sanders, Kollias                    | 4:14 |
| 3.    | »Liber Stellae Rubeae«                        | Sanders, Dallas Toler-Wade, Kollias | 3:48 |
| 4.    | »In the Name of Amun«                         | Sanders, Kollias                    | 6:50 |
| 5.    | »What Should Not Be Unearthed«                | Sanders, Kollias                    | 6:58 |
| 6.    | »Evil to Cast Out Evil«                       | Sanders, Toler-Wade                 | 5:38 |
| 7.    | »Age of Famine«                               | Sanders, Kollias                    | 4:12 |
| 8.    | »Ushabti Reanimator« (instrumentalna skladba) | Sanders                             | 1:30 |
| 9.    | »Rape of the Black Earth«                     | Sanders, Toler-Wade, Kollias        | 4:35 |
| 10.   | »To Walk Forth from Flames Unscathed«         | Sanders, Kollias                    | 6:36 |
| 50:06 |                                               |                                     |      |

## Zasluge
Nile
- Karl Sanders – gitara, bas-gitara, vokal
- Dallas Toler-Wade – gitara, bas-gitara, vokal
- George Kollias – bubnjevi

Dodatni glazbenici
- Pete Hammoura – bubnjevi, dodatni vokali
- Jon Vesano – dodatni vokali
- Mike Breazeale – dodatni vokali
- Brad Parris – dodatni vokali
- Jason Hagan – dodatni vokali
- Robert Dirr – dodatni vokali
- Rick Ballenger – dodatni vokali
- Larry Gore – dodatni vokali
- Dion Sweatt – dodatni vokali
- Rob Crouch Matthew Kay – dodatni vokali
- Jason Moon – dodatni vokali
- Shawn Allen – dodatni vokali
- Matt Nations – dodatni vokali
- Zach Guttery – dodatni vokali
- Briklo Fusillo – dodatni vokali
- Dana Bryant – dodatni vokali
- Chris King – dodatni vokali
- Justin Wilbanks – dodatni vokali
- Aaron Morris – dodatni vokali

Ostalo osoblje
- Bob Moore – inženjer zvuka (bubnjevi)
- Alan Douches – mastering
- Neil Kernon – miks
- Michał "Xaay" Loranc – naslovnica, grafički dizajn